# Ralph Ellison
Ralph Waldo Ellison (1. marts 1914 i Oklahoma City – 16. april 1994 i New York City) var en amerikansk forfatter af afroamerikansk oprindelse. 
Ralph Ellison var søn af en bygningsarbejder. Han kom til New York for at studere musik og billedhuggerkunst. I 1952 debuterede han som forfatter med romanen Usynlig mand, der skulle vise sig at blive hans eneste roman. Denne bog regnes blandt de betydeligste amerikanske udgivelser fra 1950'erne.
Han udgav dog også noveller og essays som publiceredes i diverse tidskrifter.

## Eksternt link
- Fuldstændig bibliografi